# Metereca paradoxa
Metereca paradoxa is een hooiwagen uit de familie Assamiidae.